# Хамидије
Хамидије (у дословном преводу са османског турског „Они који припадају Хамиду”), или пуним називом Хамидијанска лака коњица (тур. Hamidiye hafif süvari alayları) били су паравојна добро наоружана коњичка бригада основана од стране османског султана Абдул Хамида II током 1891. године. Јединице које су чинили припадници сунитских Курда, Турака, Туркмена и Јурука, а ређе и Арапа, формиране су по угледу на руске козачке јединице, а углавном су деловале у источним подручјима Османског царства уз границе са Руском Империјом. Основни задатак Хамидија било је прикупљање харача и гушење побуна хришћанског јерменског становништва на истоку земље. 
Хамидије су имале кључну улогу у масакрима над јерменским становништвом тадашње Турске, у периоду између 1894. и 1896. године (ти догађаји су у историографији забележени као Хамидијски масакри), а касније и током Јерменског геноцида 1915. године. 
Припадници Хамидија имали су многобројне повластице од државе, у замену за њихово служење. Имали су право да присвајају земљу која је законски припадала хришћанима, могли су да нападају и пљачкају хришћанска села без страха од казне. Хамидијанске јединице биле су подељене у три групе, у зависности од година. Најмлађи су били ибтидије и чинили су их младићи старости између 17 и 20 година (ibtidaiye). Затим следе они искусни низамије (nizamiye, од 20 до 32 године), и на крају редифи (redif; између 32 и 40 година). 